# Panarion
Panarion (griego koiné: Πανάριον, derivado del latín: panarium, que significa "panera"), en la heresiología cristiana primitiva, es la más importante de las obras de Epifanio de Salamina.
Fue escrita en griego koiné a partir de 374 o 375, y publicada unos tres años más tarde, como un tratado sobre las herejías, y su título se refiere al texto como un "arsenal de remedios para contrarrestar los venenos de la herejía". Trata de 80 sectas religiosas, grupos organizados o filosofías, desde la época de Adán hasta finales del siglo IV, detallando sus historias y refutando sus creencias. El Panarion es una importante fuente de información sobre los evangelios judeocristianos, el Evangelio de los ebionitas y el Evangelio de los hebreos.
El tratado puede considerarse una secuela del Ancoratus (374), del propio Epifanio, que adopta la forma de una carta a la iglesia de Siedra en Panfilia, en donde se describe cómo la "barca" de la Iglesia puede contrarrestar los vientos contrarios del pensamiento herético, y quedar "anclada" (ἀγχυρωτός). De ahí el título de la obra; el Ancoratus incluso esboza el contenido del Panarion dentro de su texto.
Sus traducciones latinas del siglo XVI le dieron el nombre de Adversus Haereses (latín: "Contra las herejías").

## Contenido
El tratado comienza con dos proemios: un índice y una descripción de los métodos y el propósito de Epifanio al escribir. La obra se divide en tres libros, con un total de siete volúmenes. Termina con lo que desde entonces se ha llamado De Fide, una breve descripción de la fe católica ortodoxa de la Gran Iglesia.
El número de sectas que abarca la obra se basa en el Cantar de los Cantares 6:8-9, citado a continuación en el original hebreo y en la traducción inglesa de JPS de 1917, traducida al español:
| ח שִׁשִּׁים הֵמָּה מְלָכוֹת, וּשְׁמֹנִים פִּילַגְשִׁים; וַעֲלָמוֹת, אֵין מִסְפָּר. | 8 Hay sesenta reinas, ochenta concubinas e innumerables doncellas. |
| ט אַחַת הִיא, יוֹנָתִי תַמָּתִי                               | 9 Mi paloma, mi inmaculada, no es más que una.                     |
Epifanio interpretó las ochenta concubinas como las sectas que toman el nombre de Cristo sin tener verdaderamente una relación de compromiso; las sesenta reinas son las generaciones desde Adán hasta Jesús; la única paloma como la verdadera esposa, la Iglesia; y las innumerables vírgenes como todas las filosofías ajenas al cristianismo.
La primera sección del primero de los tres libros contiene un relato de 20 sectas heréticas anteriores a la época de Jesús; la parte restante está ocupada con la descripción de 60 sectas del cristianismo. Sin embargo, el número total de sectas era en realidad 77, porque tres de las 20 primeras son nombres generales: helenismo, samaritanismo y judaísmo. En las ediciones del Panarion, cada herejía está numerada por orden; de ahí que sea habitual citar el Panarion de la siguiente manera: Epifanio, Haer. N [el número de la herejía].
La forma general, aunque no universal, en que Epifanio describía cada secta incluida en cuatro partes: una breve mención de la relación de la secta con las sectas previamente mencionadas; una descripción de las creencias de la secta; una larga refutación de su doctrina, incluyendo argumentos de las escrituras y reductio ad absurdum de sus creencias; una comparación de la secta con un animal repulsivo, particularmente una serpiente.
Necesariamente, gran parte de la información contenida en esta gran compilación varía en valor. El Panarion refleja el carácter de Epifanio y su método de trabajo. A veces, su intensa pasión le impide indagar cuidadosamente en las doctrinas a las que se opone. Así, según su propia confesión (Haer., lxxi), habla del apolinarismo de oídas. En Constantinopla, tuvo que reconocer ante los monjes origenistas, a los que se oponía, que no conocía ni su escuela ni sus libros, y que sólo hablaba de oídas (Sozomeno, Hist. eccl., VIII, xl). Sin embargo, existe mucha información que no se encuentra en ninguna otra parte. Son raros los capítulos dedicados únicamente a la refutación doctrinal de las herejías. Como apologista, Epifanio pareció generalmente débil a Focio.
El Panarion proporciona información muy valiosa sobre la historia religiosa del siglo IV, bien porque el autor se limita a transcribir documentos conservados por él mismo, bien porque recoge sus observaciones personales. Con respecto a Hieracas (Haer., lxvii), da a conocer una curiosa secta egipcia en la que el ascetismo y el trabajo intelectual eran igualmente estimados. En relación con los melicianos de Egipto (Haer., lxviii), ha conservado importantes fragmentos de la historia egipcia contemporánea de este movimiento. Respecto al arrianismo (Haer., lxix), aporta una carta apócrifa de Constantino. Transcribe dos cartas de Arrio. Es el único que nos da información sobre la secta gótica de los audianos (Haer., lxx), así como sobre la secta árabe de los coliridianos. Utilizó el informe perdido de la discusión entre Fotino (Haer., lxxi) y Basilio de Ancira. Transcribió una carta muy importante del obispo Marcelo de Ancira (Haer., lxxii) al papa Julio I, y fragmentos del tratado de Acacio de Cesarea contra Marcelo. En cuanto a los semiarrianistas (Haer., lxxiii), da en las Actas del Concilio de Ancira (358) una carta de Basilio de Ancira y otra de Jorge de Laodicea, y el texto taquigráfico de un singular sermón de Melecio en el momento de su instalación en Antioquía. En el capítulo dedicado a los anomeos (Haer., lxxvi) ha conservado una monografía de Aecio.

## Otras obras
Epifanio también escribió Anacephalaeoses, como epítome, o versión abreviada, de su Panarion. Agustín las utilizó como base para su Contra Omnes Haereses ("Contra todas las herejías").

## Traducciones
El texto original está escrito en griego koiné. En los siglos siglo VI y siglo VII se publicaron tres versiones latinas, de autores centrados en intereses eclesiásticos. Desde entonces, los escritores se han interesado por el contenido histórico del propio texto.
A principios del siglo X, durante el reinado del zar Simeón I de Bulgaria, se realizó una traducción al eslavo eclesiástico antiguo, probablemente en la escuela de Preslav. Se conserva en la kormchaia de Efraín, del siglo XII. En el siglo XIX se publicó una traducción completa al ruso. Existe una traducción parcial al alemán y otra al inglés (de Philip Amidon).
La primera traducción al inglés de todo el Panarion fue publicada en 1987 (Libro I) y 1993 (Libros II y III), por Frank Williams. Se basó en la edición de Karl Holl, publicada en 1915 (Libro I), 1922 (Libro II) y 1933 (Libro III), con un total de 1500 páginas.